# ROKS Eulji Mundeok
Le ROKS Eulji Mundeok (DDH-972) est un destroyer de la marine de la république de Corée, deuxième navire de la classe Gwanggaeto le Grand. Il est nommé d’après Eulji Mundeok (ou Ulchi Mundok), un chef militaire du début du 7e siècle du Goguryeo, l’un des Trois Royaumes de Corée, qui défendit avec succès le Goguryeo contre la Chine de la dynastie Sui. Il est souvent compté parmi les plus grands héros de l’histoire militaire de la Corée.

## Conception
Le KDX-I a été conçu pour remplacer les anciens destroyers de la ROKN qui lui avaient été transférés par l’United States Navy dans les années 1950 et 1960. On pensait qu’il s’agissait d’un tournant majeur pour la ROKN dans la mesure où le lancement du premier KDX-I signifiait que la ROKN avait enfin la capacité de projeter de la puissance loin de ses côtes. Après le lancement du navire, il y a eu un boom massif de la participation internationale sud-coréenne contre la piraterie et les opérations militaires autres que la guerre.

## Carrière
Le ROKS Eulji Mundeok a été construit par Daewoo Shipbuilding & Marine Engineering, lancé le 16 octobre 1997 et mis en service le 30 août 1999.

### RIMPAC 2000
Le ROKS Eulji Mundeok et le ROKS Jeon Nam ont participé à RIMPAC 2000. Les deux navires ont rejoint le groupement tactique de l’USS Abraham Lincoln (CVN-72) avec des navires d’Australie, du Chili, du Japon, du Canada et de Corée du Sud naviguant ensemble.

### RIMPAC 2004
Le ROKS Chungmugong Yi Sun-sin et le ROKS Eulji Mundeok se sont joints au RIMPAC 2004 qui comprenait 40 navires, sept sous-marins, 100 aéronefs et près de 18 000 militaires de sept marines, dont le Canada, l’Australie, le Japon, la Corée du Sud, le Chili et le Royaume-Uni. Les deux navires faisaient partie du groupement tactique de l’USS John C. Stennis (CVN-74) pendant l’exercice.
Le ROKS Eulji Mundeok a été honoré en 2014 en tant que meilleur navire de l’année pour l’artillerie.